# Nedra Volz
Nedra Volz, nata Nedra Gordonier (Montrose, 18 giugno 1908 – Mesa, 20 gennaio 2003), è stata un'attrice statunitense, nota caratterista attiva in teatro, cinema e televisione.

## Biografia
Nata in una famiglia di attori del vaudeville, iniziò a calcare i palcoscenici giovanissima, praticamente in fasce, utilizzando il nomignolo di "Baby Nedra", divenendo piuttosto conosciuta. Nei tardi anni trenta entrò a far parte di un'orchestra, iniziando anche a cantare con risultati tutt'altro che disprezzabili. Questo lungo apprendistato in teatro le fornì un bagaglio recitativo pressoché impeccabile.
La carriera della Volz come attrice cinematografica e televisiva cominciò invece molto tardi, a metà degli anni settanta. In questo periodo è da ricordare la sua partecipazione, nel ruolo di Mrs. Kissell, in 10 (1979), diretto da Blake Edwards e con protagonista Bo Derek.
Ma furono gli anni ottanta a consacrarla definitivamente: fu presente in La famiglia Bradford, in Hazzard nel ruolo della signorina Tisdale, e soprattutto ne Il mio amico Arnold, sitcom divenuta negli anni un cult, dove ha prestato il volto alla governante Adelaide Brubaker. La Volz era solita non utilizzare controfigure nei suoi film: così accadde anche in Scuola guida (1985), di Neal Israel. All'età di settantasette anni, la Volz, in una scena, venne come da copione letteralmente lanciata dentro una finestra atterrando sul pavimento.
Negli anni novanta, colpita dalla malattia di Alzheimer, annunciò il suo ritiro, non disdegnando tuttavia qualche altra prova di attrice: apparve nella serie televisiva Una bionda per papà e nel film Il silenzio dei prosciutti (1994), diretto da Ezio Greggio.
Dopo alcuni anni di inattività,  Nedra Volz morì all'età di 95 anni nel 2003, in seguito a complicazioni legate alla malattia di Alzheimer.

### Vita privata
Nel 1944, all'età di trentasei anni, sposò Oren Volz, che morì nel 1987, e dal quale ebbe tre figli: Edward Volz, Linda Deffenderer e Barbara Lee Volz (anche lei attrice, scomparsa prematuramente).

## Filmografia parziale

### Cinema
- 10, regia di Blake Edwards (1979)
- Scuola guida (Moving Violations), regia di Neil Israel (1985)
- Lust in the Dust, regia di Paul Bartel (1985)
- Le ragazze della Terra sono facili (Earth Girls Are Easy), regia di Julien Temple (1989)
- Mortuary Academy, regia di Michael Schroeder (1988)
- Innocenza tradita (Betrayal of the Dove), regia di Strathford Hamilton (1993)
- Il silenzio dei prosciutti (The Silence of the Hams), regia di Ezio Greggio (1994)
- Dickwad, regia di Jeff Celentano (1994)
- La grande promessa (The Great White Hype), regia di Reginald Hudlin (1996)

### Televisione
- Alice – serie TV, episodio 2x19 (1978)
- Hazzard (The Dukes of Hazzard) – serie TV (1980-1984)
- Il mio amico Arnold (Diff'rent Strokes) – serie TV, 24 episodi (1980-1984)
- Lo zio d'America (Filthy Rich) – serie TV, 15 episodi (1982-1983)
- Professione pericolo (The Fall Guy) – serie TV (1985-1986)
- The Super Mario Bros. Super Show! – serie TV, 1 episodio (1989)
- Babes – serie TV, 5 episodi (1990-1991)
- A-Team (The A-Team) – serie TV, 1 episodio (1986)